# Twitterにおける凍結
この項では、Twitterにおける凍結（ツイッターにおけるとうけつ）について解説する。
Twitterは、ソーシャル・ネットワーキング・サービスからアカウントを一時的または永続的に停止する場合がある。著名人のアカウント停止は、発生したときにしばしばメディアの注目を集める。特に2010年代半ばに、イラク・レバントのイスラム国 (ISIL) などのテロ組織やテロ行為を助長するアカウントの凍結、2020年以降は、Qアノン陰謀論者を排除するためのアカウントの凍結などの活動も行なっている。Twitterによるアカウント凍結の使用については賛否両論がある。

## ポリシー
Twitterの利用規約違反の疑いに基づいてアカウントを停止されたユーザーは、通常、どのツイートが原因であるかは通知されない。彼らには、自分のアカウントは復元されないということだけが伝えられ、Twitter社が定めたTwitterのどの規約に違反したのかが伝えられる。コミュニティガイドラインのポリシー決定に加え、TwitterのDMCA検出システムとスパム検出システムは、特定のユーザーのアカウントを凍結させるために、他のユーザーが組織的に操作または悪用することがある。
2019年1月、Twitterは、複数の政府がTwitterを”外国の情報活動”に利用しようとした事例に関する情報を正式に公開した。
テクノロジー起業家のデクラン・マクラーフや法学教授のグレン・レイノルズなどの一部のコメンテーターは、Twitterのアカウント凍結と利用禁止に関するポリシーを権力の行使し過ぎであるとして批判している。
Twitterは凍結されたアカウントに関するメディアからの問い合わせに対して、「プライバシーとセキュリティ上の理由から、個々のアカウントについてはコメントしない。」と多くの場合回答している。
なお、凍結されたとしてもX Premiumが自動的に解除されることはなく、利用料金を請求される。

## 歴史
2014年から2016年にかけて、Twitterのアカウント凍結はISIL関連のアカウントに対して頻繁に行われていた。2015年から本格的に”Twitterアカウント凍結キャンペーン”が始まり、2015年4月4日に、1日で約1万件のアカウントが凍結された。Twitterは、ISILのコンテンツを広めるアカウントを繰り返しシャットダウンしたが、新しいアカウントがすぐに出現し、古いTwitterハンドルで宣伝されていた。それに対して、Twitterはモグラ叩きのように、それらのアカウントをブロックした。2014年8月までに、Twitterは12のISILの公式アカウントを凍結し、2014年9月から12月の間に、ISILを宣伝するアカウントを少なくとも1000アカウント凍結した。
Twitterによると、2015年半ばから2016年2月の間に、ISILおよび関連組織に関係がある12万5,000のアカウントが凍結され、2016年8月までに（ISIL以外のアカウントを含む）約36万のテロ関連のアカウントが凍結された。
2016年1月、Twitterは、2015年のアンマン銃撃事件で殺害されたアメリカ人男性の未亡人によって訴えられた。この訴訟では、ISILがプラットフォームを継続的に使用できるようにすること、特にダイレクトメッセージは、テロ組織への物的支援の提供（英語）に相当すると主張された。Twitterはその主張に異議を唱えた。訴訟は、カリフォルニア北部地区連邦地方裁判所によって却下され、インタラクティブ・コンピュータ・サービスの運営者はユーザーが公開したコンテンツに対して責任を負わないという第230条のセーフハーバー・ルールを支持した。訴訟は2016年8月に修正され、他の通信機器と比較が行われた。
Twitterは、2016年5月にロシアの政治を風刺した複数のパロディーアカウントを一時凍結したことで抗議を呼び、言論の自由に対する同社の姿勢が問われた。世論の反発を受けて、Twitterは翌日、アカウントが凍結された理由を説明せずにアカウントを復活させた。同日、Twitterは、Facebook、Google、Microsoftと共に、各サービスに投稿された「違法なヘイトスピーチの削除に関する有効な通知の大部分」を24時間以内に調査することを義務付ける、欧州連合の行動規範に共同で同意した。2016年8月、Twitterは、過激主義促進のためのプラットフォームの使用を禁止するポリシーに違反したため、過去6か月間に23万5,000のアカウントを凍結したと発表し、過去1年間に凍結されたアカウントの総数は36万に達することとなった。
2019年5月10日、Twitterは、2018年7月から12月の期間にテロを促進するために使用されていた166,513のアカウントを凍結したと発表し、”断固としたポリシーの施行”により、プラットフォームを使用しようとするテロリストグループが着実に減少したと述べた。Twitterの法務、政策、信頼、安全の責任者であるビジャヤ・ガッデによると、前回のレポート期間（2018年1月から6月）と比較して、テロ関連のツイートが19％減少したとのことである。
2017年9月、Twitterは当時のドナルド・トランプ米大統領のアカウントを一時凍結するよう求める声に対し、同氏のツイートを”報道価値がある”と見なしているため、措置を講じないことを明らかにした。
2017年10月、Twitterはポリシーの施行に関連する変更の予定を発表した。とりわけ、Twitterは、一時凍結されたアカウントがいかにルールに違反したかに関する詳細な説明を含む、一時凍結の申し立てを改善することを約束した。
2017年11月、Twitterは新しいポリシーへの準拠の期限を12月18日に設定した。その際、Twitterは「プラットフォームの内外を問わず、各自の声明や活動によって、民間人に対する暴力を使用または促進する組織と、あなたも提携しないはずです」と述べている。12月18日、いくつかの著名な組織のアカウントが凍結された。

### 出来事

#### ローズ・マッゴーワン
2017年10月、女優のローズ・マッゴーワンは、映画スタジオの重役であったハーヴェイ・ワインスタインが、マッゴーワン自身や他の女性に対して性的不正行為を行ったと主張するツイートを繰り返した後、Twitterにより12時間アカウントを凍結されたと述べた。Twitterは、マッゴーワンのツイートの1つに個人の電話番号が含まれていたため、マッゴーワンのアカウントがプライバシーポリシーに違反したことが理由であると説明した。ニューヨーク・タイムズによると、「多くのTwitterユーザーは、マッゴーワンさんのアカウントがロックされていることに憤慨している」と報道した。ツイートが削除された後、12時間の利用禁止が切れる数時間前に、マッゴーワンのアカウントのロックが解除された。Twitterの代表者は、「これらのポリシーと決定の基準については、もっと明確にする」と述べた。同日、ソフトウェアエンジニアのケリー・エリスはハッシュタグ#WomenBoycottTwitterを用いて、マッゴーワンとその他の「Twitterがサポートを提供することに失敗した、憎悪と嫌がらせの被害者全員」に対する連帯感から、深夜から24時間Twitterを避けるように女性たちに促した。複数の活動家、著名人、ジャーナリストがボイコットに加わった。他の人々は、ボイコットのレベルに加え、期間がわずか24時間だったことを批判した。

#### 2018年の偽フォロワーの追放
2018年7月11日、ニューヨーク・タイムズは、プラットフォームの信頼性を高めるために、Twitterが偽フォロワー（英語）のアカウントの削除を開始すると報じた。
偽フォロワーのアカウントの問題は、2016年にロシアの荒らしユーザーが、人間によるアカウントとボットによるアカウントの両方を使用し、正当なアカウントであるかのように見せかけ、同年の米国選挙への干渉を目的として、組織的に米国の有権者にTwitterで呼びかけを行った際に大きな問題として明るみに出た。
これらのアカウントの閉鎖の前後に、一部の著名人や公人はかなりの数のフォロワーを失った。多数のフォロワーを失ったアカウントには、ジャスティン・ビーバー、エレン・デジェネレス、ジャック・ドーシー、レジェップ・タイイップ・エルドアン、アリ・フライシャー、教皇フランシスコ、レディー・ガガ、アリアナ・グランデ、キャシー・アイアランド、ポール・カガメ、アシュトン・カッチャー、ニューヨーク・タイムズ、シャキール・オニール、バラク・オバマ、ケイティ・ペリー、ラーニアヨルダン王妃、リアーナ、クリスティアーノ・ロナウド、テイラー・スウィフト、ドナルド・トランプ、ツイッター自身、バラエティ誌、キム・カーダシアン、オプラ・ウィンフリー、YouTubeが含まれる。
当時のドナルド・トランプ米大統領は、Twitterなどのソーシャルネットワークは共和党と保守的なユーザーを「完全に差別している」と述べた。TwitterとそのCEOであるジャック・ドーシーは、フォロワー数の減少は、スパムとボットアカウントを削減するためのプラットフォームの取り組みの一環であると明言した。ドーシー自身のアカウントは、この追放で約23万人のフォロワーを失った。
2018年7月27日、Twitterの株価は20.5％（60億ドルに相当）下落した。ユーザーベースは3億2600万人から3億2500万人に減少した。

#### ドナルド・トランプ
2021年1月7日、Twitterは、2020年大統領選の結果の確定を阻止し、2021年の米国議会議事堂の攻撃を扇動するためにプラットフォームを使用したなど、複数の物議の末、ドナルド・トランプ米国大統領のアカウントを一時的にロックした。1月8日、Twitterは、暴力の賛美に関するポリシーに違反したとして、トランプのアカウントを永久的に凍結した。Twitterはまた、公式ハンドルである@POTUSを含め、トランプが利用禁止を回避できる複数のアカウントを一時凍結または投稿を大幅に削除した。トランプは、ナイジェリアがTwitterをブロックしたことを祝福し、ホワイトハウスでの夕食にザッカーバーグを招いたと書いた。Twitterは、トランプを利用禁止としたが、アリー・ハーメネイーのツイートを削除しているとして批判された。Twitterは "From the Desk of Donald J. Trump" @DJTDeskも回避行為の禁止を理由に凍結した。